# Erich Jacoby

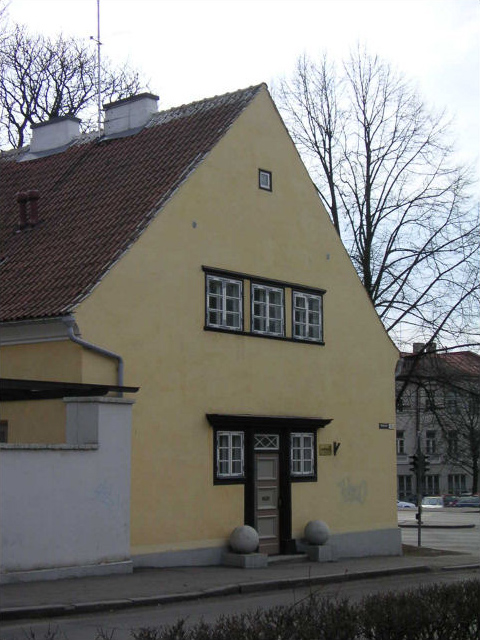
Tallinn, Wismari 11

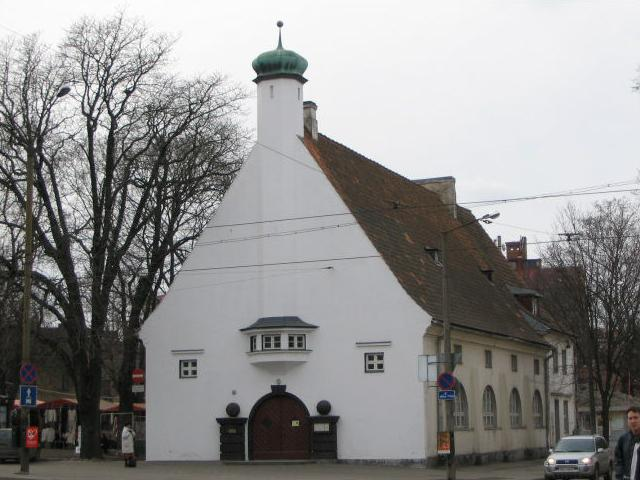
Kirche der Adventistengemeinde, Tallinn

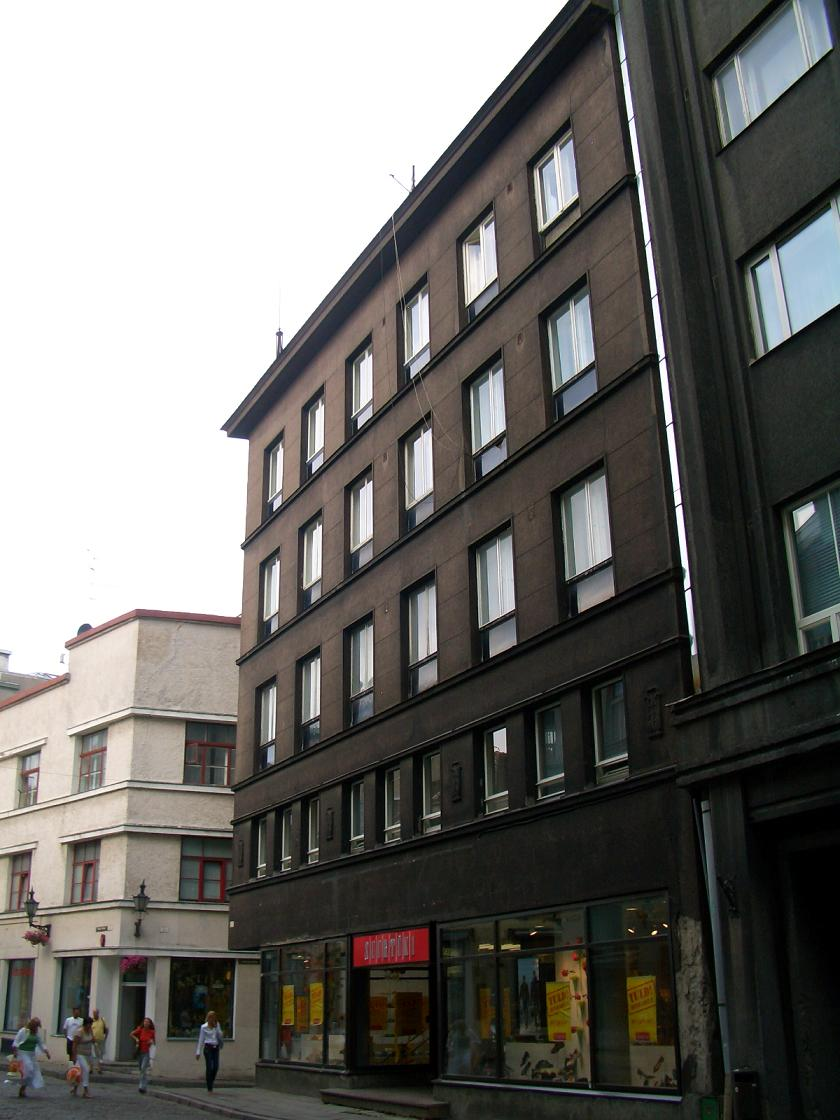
Haus im Stil des Funktionalismus, 1937

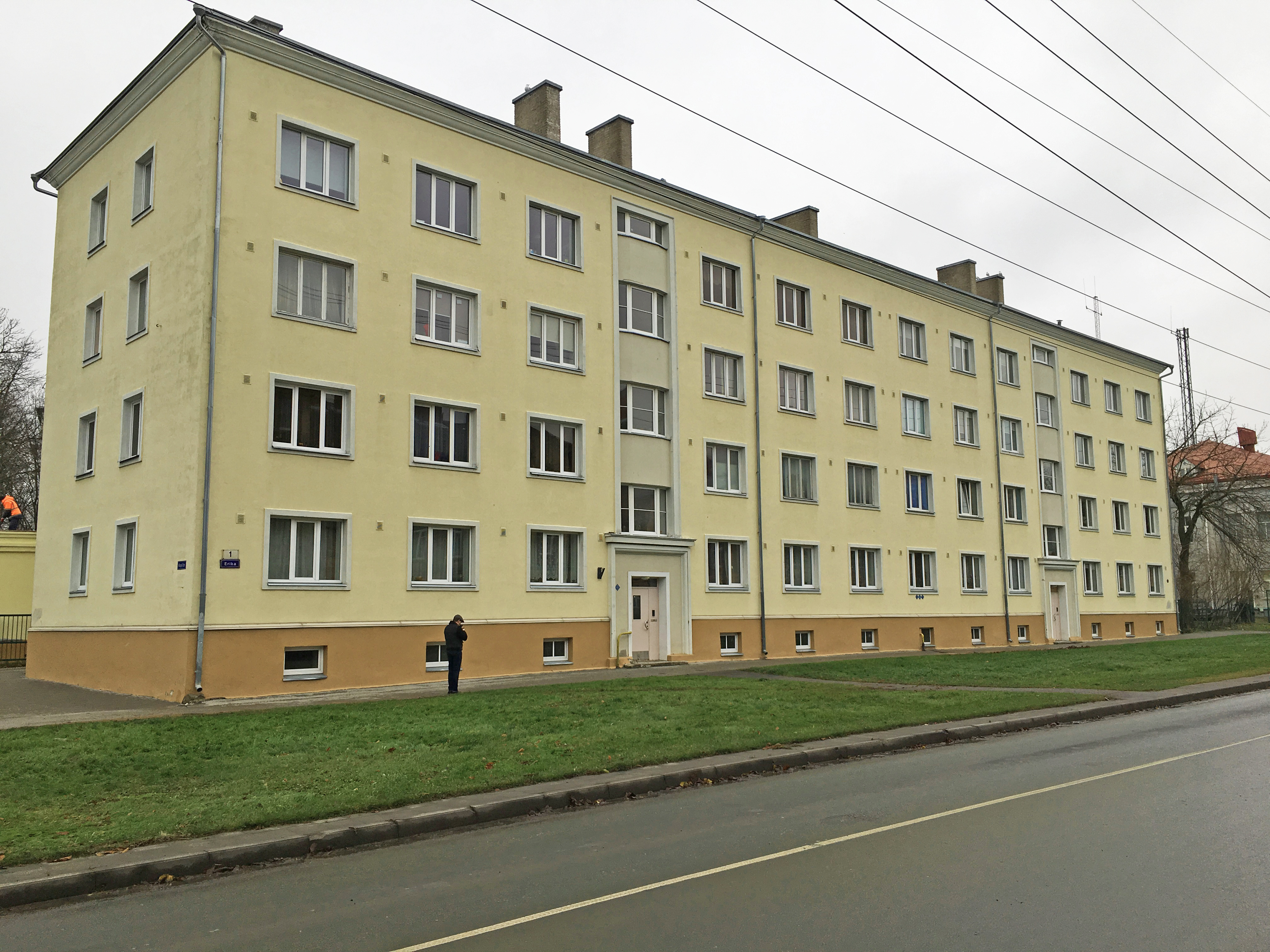
Erikastraße 1, Tallinn

Erich Jacoby (* 4. Junijul. / 16. Juni 1885greg. in Tallinn, Estland; † 10. Dezember 1941 in Gotenhafen, heute Gdynia, Polen) war ein deutschbaltischer Architekt.

## Leben
Erich Roman Ludwig Jacoby studierte von 1905 bis 1907 an der Gottfried Wilhelm Leibniz Universität Hannover. 1913 erwarb er seinen Abschluss in Architektur am Polytechnikum Riga (heute Technische Universität Riga). Anschließend war er als Architekt in Tallinn tätig.
Jacoby verließ Estland 1939 während der von Hitler angeordneten Umsiedlung der Deutsch-Balten.

## Architektonisches Werk
Erich Jacoby ist vor allem wegen seiner zahlreichen Bauten in Tallinn bekannt. Sein frühes Werk ist vom Expressionismus und vom Jugendstil beeinflusst. In den 1930er Jahren war er stark dem Funktionalismus verpflichtet.
Zu seinen bekanntesten realisierten Arbeiten zählen:
- Englisches Kolleg in Tallinn (gemeinsam mit Aleksander Rosenberg[2]), 1916
- Tallinn, Wismari 11, exemplarisches Haus für das Estland der damaligen Zeit: barockartige Fenster, Einflüsse des Expressionismus und Anklänge der traditionellen estnischen Bauweise mit Satteldach
- Kirche der Adventistengemeinde, Merepuiestee 3, Tallinn (1923)
- Tallinn, Erikastraße 1 (1939)
- Tallinn, Pärnu maantee 30 (1936)
- Tallinn, Väike-Karja tänav 7, funktionalistisches Wohnhaus (1937, gemeinsam mit Herman Berg)